# Hilda Wollert
Hilda Sofia Wollert, född 27 februari 1872 i Lönneberga, Lönneberga församling, Kalmar län, död 13 december 1960 i Djursholm, Danderyds församling, Stockholms län, var en svensk målare.
Hon var dotter till nämndemannen Jonas August Jonsson och Emma Kristina Pettersson samt från 1891 gift med stationsinspektoren Richard Oskar Svante Wollert. Hon studerade vid Elisabeth Keysers målarskola 1890–1891 och Althins målarskola 1912–1919 med avbrott för en tids vistelse i Dalarna. Hon kom senare att fördjupa sina studier vid Wilhelmsons och Berggrens målarskolor. Hon medverkade i en utställning med småländsk konst vid Hantverks- och industriutställningen i Nässjö med ett porträtt av baptistpastorn JP Berlin. Vid Liljevalchs konsthalls utställning för nödlidande konstnärer under det första världskrigsåret var hon representerad med en bröstbild av samen Jacob Olovsson. Merparten av hennes konstnärliga produktion fram till 1901 förstördes genom en större eldsvåda och efter att hon drabbades av en ögonsjukdom i sviterna efter bältros i början av 1920-talet tvingades hon avbryta sin konstnärsbana. Ett stipendium i hennes namn delas ut av Svenska konstnärernas förening. Hennes konst består av figurmotiv, porträtt och landskapsskildringar utförda i olja.